# スティーヴン・ホプキンス (政治家)
スティーヴン・ホプキンス（英: Stephen Hopkins、1707年3月7日-1785年7月13日）は、イギリス領ロードアイランド植民地（のちのアメリカ合衆国ロードアイランド）出身の政治指導者で、アメリカ独立宣言に署名した人物の一人。ロードアイランド植民地の首席判事および総督（知事）を務め、1754年にはオールバニでの植民地会議および1774年から1776年には大陸会議で代議員となった。
ホプキンスはロードアイランドのプロビデンスで、ウィリアム・ホプキンスとルース・ウィルキンソン・ホプキンス夫妻の息子として生まれた。弟のエセク・ホプキンスは大陸海軍の初代最高司令官となった。シチュエートにある農園で成長し、公立学校に通った。1742年にプロビデンスに戻り、鋳物師、商人、船主および測量士として働いた。

## 初期の政歴
1731年にシチュエートがプロビデンスから分離したとき、政治の世界に入った。次の10年間、シチュエートで最初の町民会議議長、町事務官、町委員会の議長、町法務官、治安判事、プロビデンス郡一般訴訟裁判所の判事と事務官といった選出されるか指名される役職を務めた。1733年にはプロビデンス郡一般訴訟裁判所の主席判事となった。
ロードアイランドの植民地議会では1732年から1752年、および1770年から1775年まで議員、1738年から1744年および1749年にはその議長を務めた。1754年、ニューヨーク植民地のオールバニで開催された植民地会議でロードアイランド代表となり、フランスとの戦争が差し迫っているという観点でベンジャミン・フランクリンが初期に計画した植民地の団結とインディアンとの同盟締結に付いて議論した。ホプキンスはロードアイランドの知事に9回（1755年から1756年、1758年から1761年、1763年から1764年、および1767年）選ばれた。

## 新しい国の設立
ホプキンスは独立戦争の時期よりはるか前にイギリスの専制に対して正々堂々と意見を述べていた。1764年「試される植民地の権利」という小冊子を出版し、それが広く配布され、イギリスの課税と議会を批判したことで革命の指導者という評判を獲得した。
1773年、所有していた奴隷を解放し、翌1774年、ロードアイランド議会議員のときに、植民地に奴隷を輸入することを禁じる法案を提出した。これは新しいアメリカ合衆国でも最初の反奴隷制法の一つとなった。

アメリカ独立宣言の草稿を提出する様子（ジョン・トランブル画『独立宣言』）。ホプキンスは後列で帽子を被っている。

1774年にサミュエル・ウォードと共に大陸会議に植民地の代表団を率いて出席し、アメリカ独立宣言の栄えある署名者となった。震える右手で署名する時に左手で抑えておかなければならなかった。ホプキンスは小児麻痺を患っており、独立宣言に署名するときに、「私の手は震えているが私の心は震えていない」と言ったと伝えられている。有名なジョン・トランブルの絵画「アメリカ独立宣言の提出」では、後方に帽子を被って立っている紳士として容易に識別できる。
海運業に関する知識があったので、大陸会議が創設した海軍委員会で特に有能な委員となり、新しい大陸海軍のために最初の船を購入し、艤装し、水兵を確保し操船させることに貢献した。この委員会への参加を通じて、海軍法の枠組みを提唱し、またアメリカ独立戦争の間、新生間もない組織を支配するために必要な規則や法律の草稿を作った。1776年2月18日には最初のアメリカ海軍戦隊が就役した。ホプキンスはその影響力を使って弟のエセク・ホプキンスを新しい海軍の最高司令官の地位に据えたが、この指名は後に不運なことになった。
1776年9月、健康を害して大陸会議から引退せざるを得ず、ロードアイランドの自家に戻った。1777年から1779年、ロードアイランド邦議会の活動的な議員を続けた。

## 遺産
ホプキンスは会員制貸出図書館であるプロビデンス図書館会社の設立に貢献し、1753年、ニューポートの哲学協会会員となった。ほとんど独学であったが、1764年から1785年までロードアイランド大学（現在のブラウン大学）の学長を務めた。ホプキンスの家は小さな歴史史跡となっており、ブラウン大学中庭からすぐのところにある。
ホプキンスは1785年7月13日に78歳でプロビデンスの自宅で死んだ。そこの北墓地に埋葬された。ロードアイランド州ホプキントンの町はホプキンスの名前にちなんで名付けられた。
リバティ船SS「スティーヴン・ホプキンス」は彼にちなんで名付けられ、第二次世界大戦でドイツの水上艦艇を沈めた最初のアメリカ船となった。

## フィクションの中で
ミュージカル『1776年』は、アメリカ独立宣言の草稿を作り署名する話であるが、ホプキンスはベテランの性格男優ロイ・プールによって演じられる主役である。かれは善意はあるが、気難しく独立独行の政治家で酔っ払いとして描かれており、その人格の力で大陸会議をまとめていくことに貢献したとされている。バージニアの独立決議に関する議論開始について投票を求められたロードアイランドの大陸会議代表は「大変危険なので議論も出来ないような問題を見たことも聞いたこともまた嗅いだこともない。もちろん、わたしは何でも議論することに賛成しよう」と宣言する。